# Cavaller traci

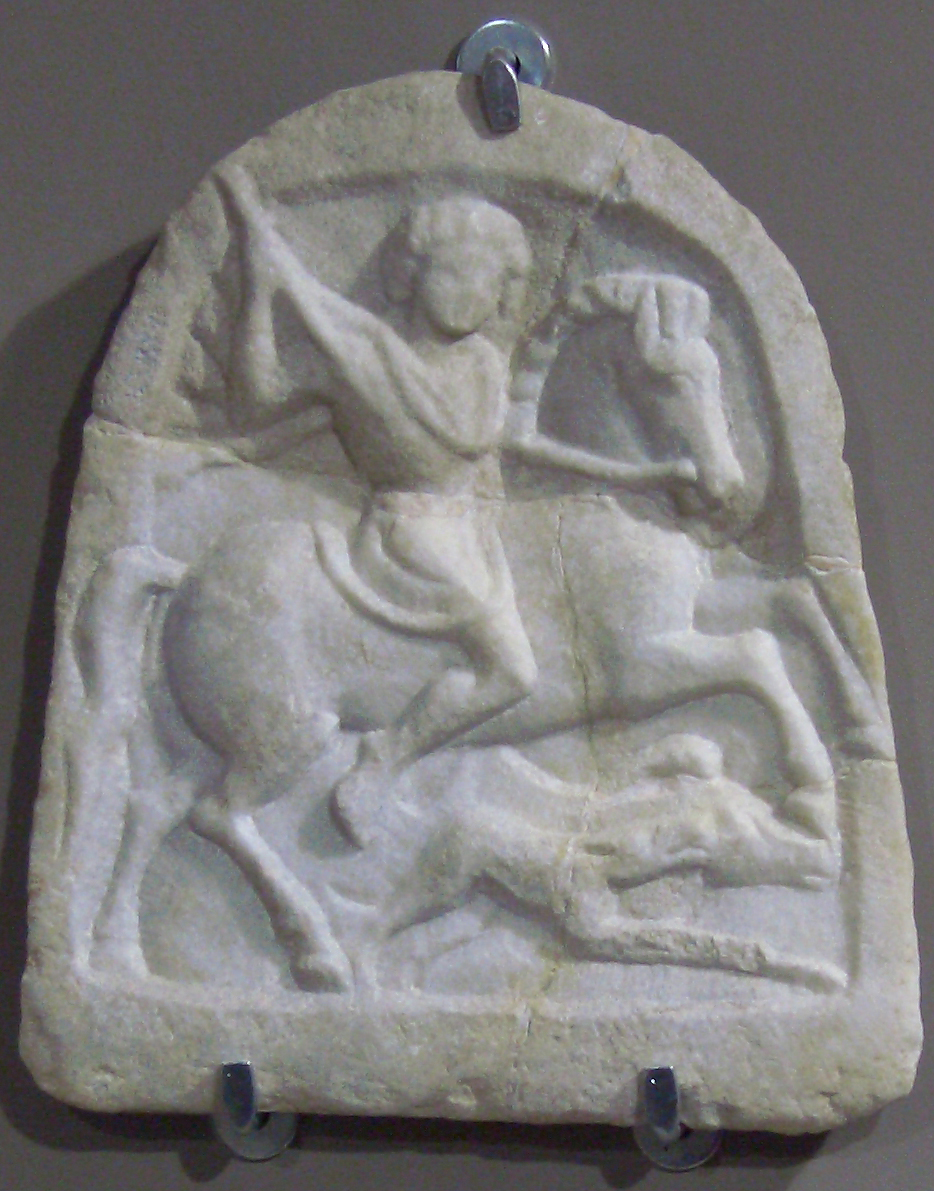
Cavaller traci amb els elements iconogràfics habituals: una llança a la mà dreta apuntant un seglar atacat per un gos de caça.

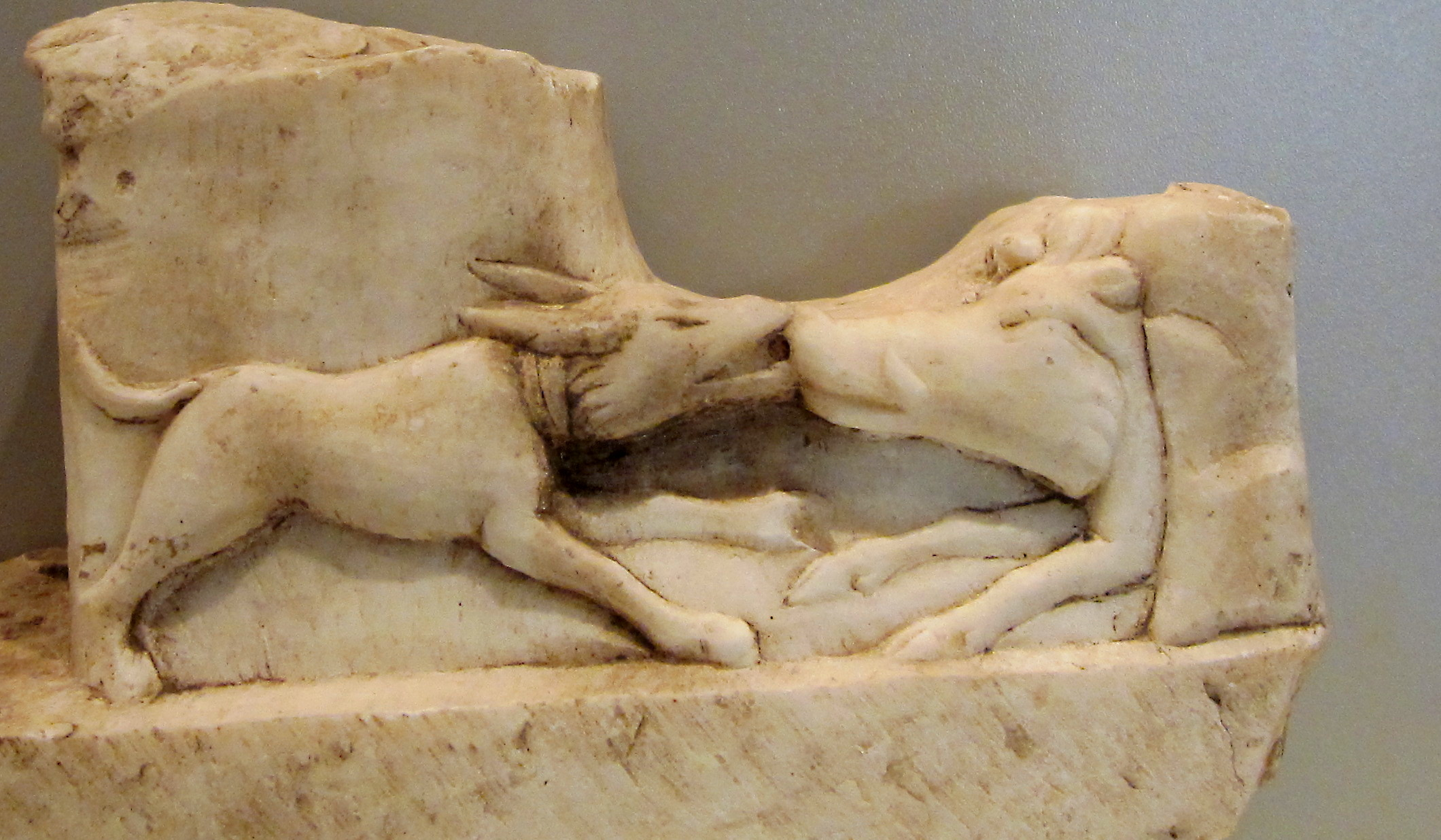
Fragment d'un relleu de marbre que conté un cavaller traci: el gos de caça ataca el senglar

El cavaller traci és el nom donat al motiu recurrent de genets representats en relleus dels períodes hel·lenístic i romà als Balcans (Tràcia, Macedònia, Mèsia entre els segles iii aC i III dC). Aquesta representació forma part de la tradició de les esteles funeràries de cavallers romans, amb altres elements sincrètics de la tradició religiosa o mitològica hel·lenística i paleo-balcànica. El cavaller traci és representat com un caçador muntat a cavall. Entre les peülles dels cavalls hi ha un gos de caça o un senglar. En alguns casos, un lleó reemplaça el gos.
Inscripcions trobades a Romania identifiquen el genet com a Heros (també Eros, Eron, Herros, Herron), aparentment el mot heros com a nom propi. El culte del cavaller traci era especialment important a Filipos, on l'Heros tenia els epítets de soter (salvador) i epekoos «contestador de pregàries». Les esteles funeràries on es representen els genets pertanyen a les classes mitjanes o baixes, mentre que les classes altes preferien representacions d'escenes de banquet. El motiu probablement representa una figura composta, un heroi traci possiblement basat en Resos, el rei traci mencionat a la Ilíada, a partir del qual s'hi van afegir elements escites i hel·lenístics, entre d'altres.
A l'època romana, la iconografia del cavaller traci és encara més sincrètica. El genet de vegades s'apropava a una deessa o a un arbre amb una serp. Aquests motius són d'origen parcialment grecoromà i parcialment escita, probablement. El motiu del genet amb el seu braç dret alçat cavalcant cap a una figura femenina asseguda es relaciona amb la tradició iconogràfica escita. Es troba freqüentment a Bulgària, associat amb Asclepi i Higiea. El motiu d'una deessa dempeus flanquejada per dos genets, identificada com a Àrtemis al costat dels Dioscurs, i un arbre amb una serp al costat dels Dioscurs muntats a cavall es transforma en el motiu d'un únic genet apropant-se a la deessa o a l'arbre. El motiu del cavaller danubià està relacionat amb el motiu dels Dioscurs; s'hi mostren dos cavallers al costat d'una deessa dreta.
Sota l'emperador romà Gordià III el déu a cavall apareix en monedes encunyades a Tlos, a Lícia, i Istros, a la Mèsia ifnerior, entre Tràcia i el Danubi. El motiu del cavaller traci va continuar de forma cristianitzada a la iconografia eqüestre de Sant Jordi i sant Demetri.